# Nachal Sa'ad
Nachal Sa'ad (hebrejsky: נחל סעד) je vádí v severní části Negevské pouště, která spadá do pobřežní nížiny, v jižním Izraeli nedaleko od hranice s pásmem Gazy.
Začíná v nadmořské výšce přes 100 metrů západně od vesnice Tkuma. Směřuje pak k severozápadu mírně zvlněnou a zemědělsky využívanou krajinou, která díky systematickému zavlažování ztratila pouštní ráz. Ze severovýchodu míjí vesnici Šuva, z východu obce Sa'ad a Kfar Aza. Ústí zleva do toku Nachal Chanun.